# Melassa
Melassa – album muzyczny Kazika Staszewskiego wydany 9 czerwca 2000. Był promowany przez trzy maxisingle: "Cztery pokoje", "Mars napada", "Gdybym wiedział to co wiem". Wersja płytowa znacząco różni się od kasetowej: nie tylko listą, ale i wersjami niektórych utworów.

## Spis utworów

### wersjaCD
1. "Aeroplane intro"
2. "Melassa"
3. "Jeśli nie chcesz"
4. "Komandor Tarkin"
5. "Cztery pokoje"
6. "Mars napada"
7. "Miliarderzy"
8. "Gdybym wiedział to co wiem"
9. "Ja tu jeszcze wrócę"
10. "¿Do U remember?"
11. "Mazzieh (African in Paris)"
12. "Kochajcie dzieci swoje"
13. "Wiek XX"
14. "Szyby brudne"
15. "Wicuś ulepił grzybki"
16. "Chcem piwa cz.2"
17. "Randall i duch Hopkirka"
18. "Każdy potrzebuje przyjaciela"
19. "Jesień"
20. "Lśnij potęgo kościołów"

### wersjaMC
strona wschodnia:
1. "Jeśli nie chcesz"
2. "Komandor Tarkin" †
3. "Cztery pokoje"
4. "Mars napada"
5. "Miliarderzy" †
6. "Gdybym wiedział to co wiem"
7. "Ja tu jeszcze wrócę"
8. "¿Do U remember?"
9. "Mazzieh (African in Paris)"
10. "Kochajcie dzieci swoje"

strona zachodnia:
1. "Wiek XX (wersja rozluźniona)" †
2. "Szyby brudne"
3. "Wicuś ulepił grzybki"
4. "Chcem piwa cz.2"
5. "Och, Przester!" ††
6. "Randall i duch Hopkirka"
7. "Każdy potrzebuje przyjaciela"
8. "Jesień"
9. "Lśnij potęgo kościołów"

† - wersja inna niż na CD

†† - piosenka dostępna wyłącznie na kasecie

## Skład
- Krzysztof Banasik – instrumenty klawiszowe, organy, waltornia
- Edyta Bartosiewicz – śpiew
- DJ M.A.D. – Scratche
- Olaf Deriglasoff – gitara, gitara basowa, instrumenty klawiszowe, śpiew, prupki, pynt le
- Tomasz Goehs – perkusja
- Sławek Janicki – kontrabas
- Sławek Janowski – instrumenty klawiszowe
- Jacek Majewski – perkusjonalia
- Leszek Możdżer – fortepian, syntetyzer
- Sławomir Pietrzak – gitara akustyczna, gitara, głos
- Shoovar – instrumenty klawiszowe
- Kazik Staszewski – głos, prupki, pynt le, efektas, kazoo, gwizd, sax alt, sax baryton, programowanie
- Piotr Wieteska – gitara basowa, prupki
- Janusz Zdunek – trąbka